# Паредеш-ду-Байрру
Паре́деш-ду-Ба́йрру (порт. Paredes do Bairro; МФА: [pɐ.ˈɾe.dɨʒ du bɐ.ˈi.ʁu]) — колишня парафія в Португалії, в муніципалітеті Анадія. Перебувала у складі округу Авейру.  Входила до регіону Центр. За старим адміністративним поділом, що був чинним до 1976 року, територія парафії належала провінції Берегова Бейра.  Ліквідована 28 січня 2013 року. Увійшла до складу парафії Аморейра-да-Гандара, Паредеш-ду-Байрру і Анкаш. Площа парафії — 6,73 км², населення — 994 ос. (2011), густота населення — 147,7 осіб/км²
. Патрон — святий Тома. Поштовий індекс — 3780. Код  — 010314.

## Географія

Анадія (2013)
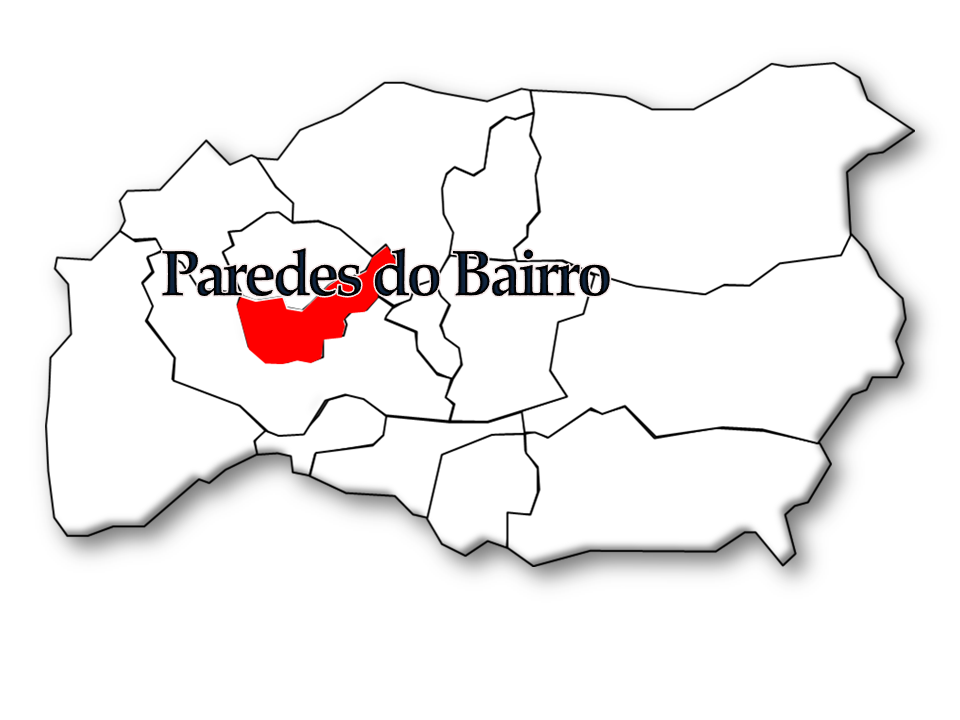
Паредеш-ду-Байрру

## Населення
| 1991  | 2001  | 2011 |
| 1.138 | 1.092 | 994  |